# Мазор, Моран
Моран Мазор (ивр. מורן מזור‎; р. 17 мая 1991, Холон, Израиль) — израильская певица, которая была выбрана представить Израиль на конкурсе песни «Евровидение 2013», с песней «Rak bishvilo», но выбыла из конкурса ещё на стадии полуфинала.

## Биография

### Ранние годы
Моран Мазор родилась 17 мая 1991 года в городе Холон. Сорок лет назад её родители Нана и Рафии мигрировали из Грузии, и её семья и сама Моран обожает грузинскую культуру и язык. Она старшая дочь в семье, у неё есть младшие братья Элиад и Охад.

### Музыкальная карьера
С 4 лет изучала игру на фортепиано. В 12 лет она была принята в городской художественный коллектив, и выступала с ним как певица и пианистка. В 17 лет она поступила на службу в Военно-Воздушные Силы Израиля, где пела в музыкальной группе. Спустя полный год, её военная служба закончилась. Таким образом, получив музыкальное образование она играет на фортепиано и сочиняет собственные песни, а также является большой поклонницей Сарит Хадад.
Известность пришла к Моран с победой на первом  сезоне шоу талантов «Эйяль Голан коре лях» ("Эйяль Голан зовёт тебя"), выходящего на музыкальном канале «24», в апреле 2011 года. На шоу певица, выступающая в стиле «Мизрахи», получила прозвище «Библиотекарша».
«Это очень забавно, что меня так прозвали. Мне нравится носить очки, я их регулярно меняю. Я хочу, чтобы меня замечали, хочу быть привлекательной, я хочу быть той, о ком говорят, и не хочу избавляться от них, ведь это весело»..
В качестве приза за победу на «Эйяль коре лях», Мазор завоевала контракт со студией звукозаписи, и немедленно после шоу приступила к работе над альбомом, который продюсирует Эяль Голан. Дебютный сингл певицы «Я здесь» попал на все крупнейшие радиостанции страны Далее были выпущены «Смотри на меня», «Мой принц», «Проникаю в твоё сердце» и «Мы», вышедшая 7 февраля.
Песню «Rak Bishvilo» ("Только для него") написал Хен Арари (Hen Harari) и Галь Шриг (Gal Sarig), аранжировка Хена Мецгера-Эдера (Chen Metzger-Eder). Один из бэк-вокалистов Моран — Даниэль Скаат, брат Ареля.
« - У нас отличная песня, и я надеюсь, что мы победим на Евровидении. Я так горжусь тем, что я отправлюсь на него и исполню свою песню перед таким большим количеством людей, — сказала Моран после своей победы на отборочном конкурсе»..